# Whipple-Schild

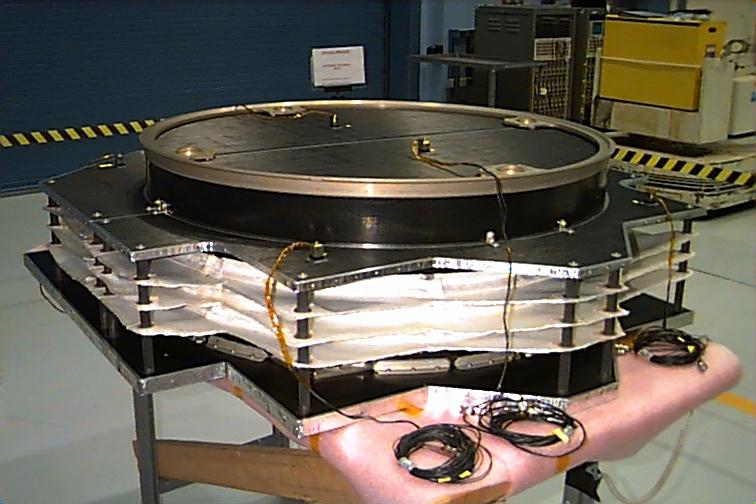
Whipple-Schild, der auf der NASA-Sonde Stardust verwendet wird.

Der Whipple-Schild, erfunden von Fred Whipple, ist eine Art von Hochgeschwindigkeitseinschlagschild, der verwendet wird, um bemannte und unbemannte Raumfahrzeuge vor Kollisionen mit Mikrometeoriten und Weltraummüll zu schützen, deren Geschwindigkeit im Allgemeinen zwischen 3 und 18 km/s liegt.
Im Gegensatz zum monolithischen Schutz der ersten Raumschiffe bestehen Whipple-Schilde aus einer relativ dünnen äußeren Prallschicht, die in geringem Abstand vor der eigentlichen Raumschiffwand befestigt ist. Die Prallschicht hat nicht die Aufgabe, die anfliegenden Partikel vollständig zu stoppen oder auch nur den Großteil ihrer Energie aufzunehmen, sondern sie aufzubrechen und zu zerstreuen. Das verteilt die ursprüngliche Partikelenergie auf viele Bruchstücke und dadurch über einen größeren Wandbereich, welcher dadurch dem Einschlag mit größerer Wahrscheinlichkeit widerstehen kann. Veranschaulichen lässt sich das daran, dass man nur eine leichte beschusshemmende Weste benötigt, um eine Ladung Schrot aufzuhalten, gegenüber einer massiven Weste, die nötig ist, um eine einzelne Gewehrkugel mit derselben Gesamtmasse und kinetischen Energie aufzuhalten.
Obwohl ein Whipple-Schild im Vergleich mit massiven Schilden die Gesamtmasse des Raumfahrzeugs verringert, kann das zwischen den Schichten eingeschlossene Volumen eine größere Nutzlastverkleidung erforderlich machen.
Es gibt verschiedene Abwandlungen des einfachen Whipple-Schilds:
- Multi-Schock-Schilde[2][3] wie derjenige, der in der Stardust-Sonde eingesetzt wurde, verwenden mehrere abgesetzte Schichten, um die Schutzwirkung für das Raumfahrzeug zu erhöhen.
- Whipple-Schilde, die über eine Füllung zwischen den starren Schichten verfügen, werden gefüllte Whipple-Schilde genannt.[4][5] Die Füllung dieser Schilde besteht gewöhnlich aus einem hochfesten Material wie Kevlar- oder Nextel-Aluminiumoxid-Fasern.[6]

Die Art des Schildes, das Material, die Dicke und der Abstand zwischen den Schichten werden variiert, um einen Schild mit minimaler Masse und trotzdem minimaler Wahrscheinlichkeit eines Durchschlags zu erhalten. Es gibt über 100 verschiedene Schildkonfigurationen allein auf der International Space Station, mit aufwändigerem Schutz für Bereiche mit höherem Einschlagrisiko.